# Alexander Shabalov
Alexander Shabalov (lettisch Aleksandrs Šabalovs; russisch Александр Анатольевич Шабалов, Alexander Anatoljewitsch Schabalow; * 12. September 1967 in Riga) ist ein US-amerikanischer Großmeister und mehrfacher US-Champion im Schachspiel.

## Werdegang
Alexander Shabalov, im damals sowjetisch besetzten Lettland aufgewachsen, erspielte seine ersten schachlichen Erfolge in der Sowjetunion. 1982 gewann er die UdSSR-Meisterschaften der unter 16-Jährigen. Zu seinen Trainern zählten damals unter anderem Wladimir Bagirow und sein Landsmann, der Schachweltmeister von 1960, Michail Tal. Shabalov entschied sich 1988 für eine Karriere als Schachprofi und errang drei Jahre darauf den Großmeister-Titel. 1992 in Manila nahm er zum ersten Mal an einer Schacholympiade teil, am dritten Brett spielend wurde er mit dem lettischen Nationalteam Fünfter. Im selben Jahr verließ Shabalov sein Heimatland und zog in die Vereinigten Staaten, wo er seitdem in Pittsburgh lebt.
Zwischen 1994 und 2004 spielte Shabalov bei weiteren vier Schacholympiaden für die Mannschaft der USA, mit der er 1998 in Elista hinter Russland die Silbermedaille gewinnen konnte. Zu seinen größten Erfolgen in Einzelturnieren zählen sein Sieg bei den hochdotierten US-Open 1993 und dem Chicago-Open 2003. Außerdem konnte er dreimal die US-amerikanischen Meisterschaften gewinnen: 1993 teilte er zusammen mit Alex Yermolinsky den Titel, er ist alleiniger Sieger des Jahres 2003 und gewann zuletzt 2007 in Stillwater mit 7 Punkten aus 9 Partien, einen halben Zähler vor dem Titelverteidiger Alexander Onischuk (+6 =2 −1). Im Jahr 2000 teilte er punktgleich mit Joel Benjamin und Yasser Seirawan den ersten Platz, der Titel ging aber nach Stichkampf an Benjamin.
In der United States Chess League spielte er 2008 für die New York Knights und 2009 für Tennessee Tempo.
Im Februar 2015 liegt er auf Platz 33 der US-amerikanischen Elo-Rangliste.

## Partiebeispiel
|   | a | b | c | d | e | f | g | h |   |
| 8 |   |   |   |   |   |   |   |   | 8 |
| 7 |   |   |   |   |   |   |   |   | 7 |
| 6 |   |   |   |   |   |   |   |   | 6 |
| 5 |   |   |   |   |   |   |   |   | 5 |
| 4 |   |   |   |   |   |   |   |   | 4 |
| 3 |   |   |   |   |   |   |   |   | 3 |
| 2 |   |   |   |   |   |   |   |   | 2 |
| 1 |   |   |   |   |   |   |   |   | 1 |
|   | a | b | c | d | e | f | g | h |   |

Stellung nach 55. … Ke7–e8
Bei den US-Meisterschaften 2003 in Seattle lag Shabalov vor der Schlussrunde zusammen mit sieben weiteren Spielern mit jeweils 5,5 Zählern aus 8 Partien punktgleich an der Spitze. Während seine Konkurrenten das Risiko scheuten, durch eine Niederlage aus den Preisrängen zu fallen und sich in ihren Begegnungen untereinander schon in 8, 9 und 13 Zügen auf Remis einigten, spielte Shabalov seine Partie gegen den damals 19-jährigen Varuzhan Akobian aus. Nach wechselhaftem Spielverlauf, bei dem „Shabba“ zeitweise zwei Bauern weniger hatte, kam es zur vorliegenden Diagrammstellung, in der Shabalov eine elegante Gewinnmöglichkeit nutzte. Die Hoffnungen des Schwarzen ruhen auf dem Bau einer Festung, aber nach dem Damenopfer 56. Dh4–f6 bricht die schwarze Stellung rasch zusammen, da der verbleibende Läufer gegen die entstehenden weißen Freibauern überfordert ist. Es folgte:
56. Dh4–f6 Tc6xf6 57. e5xf6 Ld7–e6 58. c5–c6 g6–g5 59. f4xg5 f5–f4 60. g5–g6 f4xg3 61. f6–f7+ und Akobian gab auf, die Bauernumwandlung ist nicht zu verhindern.
Shabalov sicherte sich durch diesen Sieg den ungeteilten Meistertitel (6,5 Punkte aus 9 Partien) und den ersten Preis in Höhe von 25.000 US-Dollar.